# Linggapura (Kawali)
Linggapura is een bestuurslaag in het regentschap Ciamis van de provincie West-Java, Indonesië. Linggapura telt 3842 inwoners (volkstelling 2010).